# Xanthoparmelia malawiensis
La Xanthoparmelia malawiensis és una espècie de liquen foliós de la família de les Parmeliàcies.
Trobat a Malawi, va ser descrit formalment com una nova espècie l'any 2002 pel liquenòleg australià John Elix. L'exemplar tipus es va recollir al parc nacional de Nyika a una altitud de 2.300 m, on es va trobar creixent sobre roques de granit. Només es coneix de la localitat tipus. Conté àcid úsnic i àcid estètic com a principals productes de liquen, i petites quantitats d'àcid constíctic, àcid norstictic, àcid criptostíctic i àcid lusitànic.
No hi ha subespècies enumerades al Catalogue of Life.